# Britain's Next Top Model (mùa 12)
Britain's Next Top Model, Mùa thi 12 là mùa thứ mười hai của Britain's Next Top Model. Chương trình bắt đầu phát sóng vào ngày 16 tháng 3 năm 2017. Abbey Clancy trở lại làm host cùng với Nicky Johnston và vị giám khảo mới là Max Roger.
Điểm đến quốc tế của mùa này là Băng Cốc dành cho top 5.
Người chiến thắng có cơ hội sở hữu:
- Một hợp đồng với công ty quản lý người mẫu Models 1
- Xuất hiện trên trang biên tập cho tạp chí Cosmopolitan
- Chiến dịch quảng cáo cho Show Beauty, Cinere & Lola Makeup cùng với một năm sử dụng sản phẩm
- Chiến dịch quảng cáo cho Missguided
- 1 gói quà tặng của Alcatel

Kết quả, Ivy Watson, cô gái 22 tuổi đến từ Lincoln đã chiến thắng chương trình.

## Các thí sinh
(Tuổi tính từ ngày dự thi)
| Thí sinh              | Tuổi | Chiều cao              | Quê quán           | Bị loại ở | Hạng              |
| --------------------- | ---- | ---------------------- | ------------------ | --------- | ----------------- |
| Georgia Mason-Mottram | 18   | 1,77 m (5 ft 9+1⁄2 in) | Surrey             | Tập 2     | 12                |
| Alisia Grant          | 19   | 1,78 m (5 ft 10 in)    | Birmingham         | Tập 3     | 11                |
| Tamsin Hough          | 19   | 1,73 m (5 ft 8 in)     | Cornwall           | Tập 4     | 10                |
| Efi Muntoni-Clements  | 21   | 1,80 m (5 ft 11 in)    | Luân Đôn           | Tập 5     | 9 (dừng cuộc thi) |
| Shaunagh Slattery     | 21   | 1,70 m (5 ft 7 in)     | Port Talbot, Wales | Tập 6     | 8                 |
| Louisa Northcote      | 20   | 1,75 m (5 ft 9 in)     | Luân Đôn           | Tập 6     | 7                 |
| Martha Miller         | 23   | 1,73 m (5 ft 8 in)     | Brighton           | Tập 7     | 6 (dừng cuộc thi) |
| Cirrah Leah Webb      | 18   | 1,73 m (5 ft 8 in)     | Manchester         | Tập 8     | 5                 |
| Sophia Chawki         | 20   | 1,75 m (5 ft 9 in)     | Essex              | Tập 9     | 4                 |
| Eleanor Sippings      | 19   | 1,73 m (5 ft 8 in)     | Colchester         | Tập 10    | 3-2               |
| Kira MacLean          | 23   | 1,75 m (5 ft 9 in)     | Nairn, Scotland    | Tập 10    | 3-2               |
| Ivy Watson            | 22   | 1,78 m (5 ft 10 in)    | Lincoln            | Tập 10    | 1                 |

## Thứ tự gọi tên
| Thứ tự | Tập      | Tập      | Tập      | Tập      | Tập           | Tập      | Tập                            | Tập     | Tập     | Tập          | Tập |
| Thứ tự | 1        | 2        | 3        | 4        | 5             | 6        | 7                              | 8       | 9       | 10           |     |
| ------ | -------- | -------- | -------- | -------- | ------------- | -------- | ------------------------------ | ------- | ------- | ------------ | --- |
| 1      | Shaunagh | Shaunagh | Kira     | Kira     | Martha        | Ivy      | Cirrah Eleanor Ivy Kira Sophia | Ivy     | Kira    | Ivy          |     |
| 2      | Efi      | Efi      | Cirrah   | Martha   | Eleanor       | Sophia   | Cirrah Eleanor Ivy Kira Sophia | Eleanor | Ivy     | Eleanor Kira |     |
| 3      | Ivy      | Ivy      | Martha   | Cirrah   | Kira          | Cirrah   | Cirrah Eleanor Ivy Kira Sophia | Sophia  | Eleanor | Eleanor Kira |     |
| 4      | Sophia   | Louisa   | Efi      | Shaunagh | Shaunagh      | Kira     | Cirrah Eleanor Ivy Kira Sophia | Kira    | Sophia  |              |     |
| 5      | Cirrah   | Martha   | Eleanor  | Efi      | Ivy           | Eleanor  | Cirrah Eleanor Ivy Kira Sophia | Cirrah  |         |              |     |
| 6      | Alisia   | Cirrah   | Louisa   | Louisa   | Sophia        | Martha   | Martha                         |         |         |              |     |
| 7      | Tamsin   | Tamsin   | Ivy      | Sophia   | Cirrah Louisa | Louisa   |                                |         |         |              |     |
| 8      | Georgia  | Alisia   | Shaunagh | Ivy      | Cirrah Louisa | Shaunagh |                                |         |         |              |     |
| 9      | Martha   | Eleanor  | Tamsin   | Eleanor  | Efi           |          |                                |         |         |              |     |
| 10     | Louisa   | Sophia   | Sophia   | Tamsin   |               |          |                                |         |         |              |     |
| 11     | Kira     | Kira     | Alisia   |          |               |          |                                |         |         |              |     |
| 12     |          | Georgia  |          |          |               |          |                                |         |         |              |     |

     Thí sinh được miễn loại
     Thí sinh bị loại
     Thí sinh dừng cuộc thi
     Thí sinh không bị loại khi rơi vào cuối bảng
     Thí sinh chiến thắng cuộc thi
- Trong tập 2, Eleanor là thí sinh của mùa trước nhưng đã phải dừng cuộc thi sau khi bị chẩn đoán là loét giác mạc. Cô đã được các nhà sản xuất của chương trình mời trở lại để tiếp tục cạnh tranh cho mùa giải này.
- Trong tập 5, Efi dừng cuộc thi vì lý do cá nhân. Chính vì thế, Cirrah Leah và Louisa đều được an toàn khi họ rơi vào cuối bảng.
- Trong tập 6, Louisa, Martha và Shaunagh rơi vào cuối bảng. Shaunagh là người đầu tiên bị loại và tiếp theo là Louisa.
- Trong tập 7, Martha đã phải dừng cuộc thi tại phòng đánh giá vì lý do sức khỏe. Vì vậy mà 5 cô gái còn lại đã được an toàn ngay lập tức.
- Trong tập 8 và 9, Cindy Bishop sẽ tiếp quản nhiệm vụ dẫn chương trình tại Băng Cốc. Còn Clancy vẫn sẽ tiếp tục vai trò của mình trong tập 10.

### Buổi chụp hình
- Tập 1: Công chúa và hoàng tử Max Roger (casting)
- Tập 2: Tạo dáng với bộ sưu tập phụ kiện Thu-Đông cho Debenhams
- Tập 3: Chiến dịch quảng cáo cho PETA
- Tập 4: Ảnh quảng cáo nước hoa Ghost cách mặt đất 20 mét
- Tập 5: Những con búp bê cho bộ mỹ phẩm Spectrum
- Tập 6: Cảnh hôn với người mẫu nam cho Carmex
- Tập 7: Ảnh quảng cáo mỹ phẩm Lola trong bồn tắm lạnh
- Tập 8: Tạo dáng trong trang phục Thái Lan
- Tập 9: Đồ thể thao Sixty Ninety trên sàn đấu Muay Thái
- Tập 10: Ảnh quảng cáo mùi thơm của sữa tắm Radox